# Mesoleptus deceptor
Mesoleptus deceptor là một loài tò vò trong họ Ichneumonidae.